# Лоренцсон, Мартин
Мартин Улоф Лоренцсон (швед. Martin Olof Lorentzson; 21 июля 1984, Сёдертелье, Швеция) — шведский футболист, играл на позиции защитника.

## Карьера
Воспитанник клуба «Östertälje BoIS». Свою профессиональную карьеру начинал в норрчёпингском клубе «Слейпнер». В 2007 году перебрался в клуб «Ассириска Фёренинген», с которым в первый же год добился повышения в классе, выйдя в Суперэттан, второй по силе в Швеции чемпионат.
После того, как в 2009 году у него истёк контракт, на правах свободного агента перешёл в стокгольмский АИК. Вместе с командой стал финалистом Суперкубка Швеции 2012. 30 августа 2012 года на третьей компенсированной минуте ответного матче раунда плей-офф Лиги Европы в Химках против московского ЦСКА эффектным ударом удвоил счёт встречи, что позволило шведскому клубу по результатам двухраундового противостояния выйти в групповую стадию еврокубка.

## Достижения
- Серебряный призёр чемпионата Швеции (1): 2011
- Обладатель Суперкубка Швеции (1): 2010